# The Same Asylum as Before
The Same Asylum as Before è un singolo del cantautore britannico Steven Wilson, pubblicato il 2 giugno 2017 come secondo estratto dal quinto album in studio To the Bone.

## Video musicale
Il video, diretto da Lasse Hoile, è stato reso disponibile il 31 gennaio 2019 attraverso il canale YouTube del cantante ed era originariamente proiettato durante i concerti del To the Bone Tour.

## Tracce
1. The Same Asylum as Before – 5:14

## Formazione
Musicisti
- Steven Wilson – chitarra, tastiera, voce
- Robin Mullarkey – basso
- Adam Holzman – wurlitzer
- Jeremy Stacey – batteria
- Ninet Tayeb – cori
- Dave Kilminster – cori
- Dave Stewart – arrangiamento strumenti ad arco
- The London Session Orchestra – strumenti ad arco

Produzione
- Steven Wilson – produzione, missaggio
- Paul Stacey – coproduzione, ingegneria del suono
- Dave Stewart – produzione strumenti ad arco e coro
- Steve Price – ingegneria del suono
- Keith Prior – assistenza tecnica
- Tim Young – mastering
- Lasse Hoile – fotografia